# 2771 Ползунов
2771 Ползунов (2771 Polzunov) — астероїд головного поясу, відкритий 26 вересня 1978 року.
Тіссеранів параметр щодо Юпітера — 3,299.